# Chipset
 (décembre 2019).
Si vous disposez d'ouvrages ou d'articles de référence ou si vous connaissez des sites web de qualité traitant du thème abordé ici, merci de compléter l'article en donnant les références utiles à sa vérifiabilité et en les liant à la section « Notes et références ».
Un chipset (de l'anglais, prononcé /ˈt͡ʃɪp.ˌsɛt/) ou un jeu de puces,, est un jeu de composants électroniques inclus dans un circuit intégré préprogrammé, permettant de gérer les flux de données numériques entre le ou les processeur(s), la mémoire et les périphériques. On en trouve dans des appareils électroniques de type micro-ordinateur, console de jeux vidéo, téléphone mobile, appareil photographique numérique, GPS, etc.
Dans le cas des micro-ordinateurs, le chipset est un élément de la carte mère regroupant plusieurs composants importants appelés pont Nord et pont Sud. Ces composants assurent l'interface avec tous les éléments périphériques. Un chipset peut parfois contenir également un substitut de carte graphique, carte son, etc.

## Caractéristiques techniques

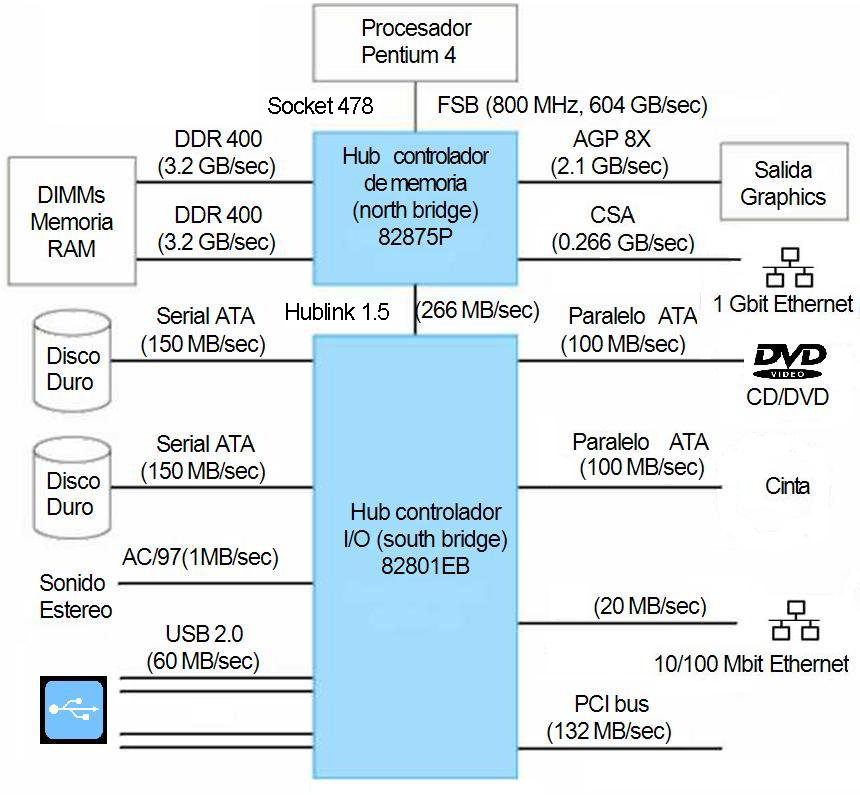
es Schéma de principe du Chipset 875 Intel.

Un chipset pour micro-ordinateur se trouve sur sa carte mère. Il est spécifiquement conçu pour un type de microprocesseur, et joue un rôle important dans la souplesse des échanges d'une même carte. Les performances globales de l'ordinateur dépendent donc en grande partie des chipsets et de celle du microprocesseur.
Son rôle est de gérer les flux de données numériques entre le microprocesseur et les divers composants et sous-ensembles des composants de la carte mère : bus (comme le Front side bus par exemple), mémoire vive (RAM), accès direct à la mémoire (DMA), Bus IDE ou Serial ATA, PCI, AGP, disque dur, réseau informatique, port série, port parallèle, USB, FireWire, clavier, souris, entrées-sorties, carte graphique, carte son, etc.
Il est souvent décomposé en deux puces : le Northbridge (SPP) et le Southbridge (MCP). Le fabricant du chipset peut être différent du fabricant de la carte mère ou de celui du microprocesseur, mais ils doivent être compatibles.
La capacité d'évolution d'un compatible PC est directement liée au chipset qu'il emploie (résolution graphique maximale, nombre maximal de couleurs, taille mémoire maximale, taille disque dur maximale, type de barrette mémoire RAM gérée maximale, vitesse maximale des bus, etc.).
Ce terme a aussi été utilisé dans les années 1980 et années 1990 pour désigner les puces audio et graphique dans les ordinateurs ou les consoles de jeux, avec par exemple le chipset d'origine de l'Amiga (Original Amiga chipset) ou celui du Sega System 16. Certains chipsets graphiques actuels, comme les nForce de NVIDIA, intègrent des fonctionnalités leur permettant de remplacer totalement une carte graphique : ce sont des chipsets vidéo. La mémoire graphique du chipset vidéo est généralement prise sur la mémoire vive de l'ordinateur ; ainsi, lorsqu'on installe, par exemple, 512 Mio de mémoire vive, le système n'en détecte que 448 Mio, 64 Mio étant consacrés à la mémoire graphique. Néanmoins — et ce de plus en plus souvent —, la mémoire vive est partagée, et non plus dédiée.

Différents types de cartes équipés de chipset
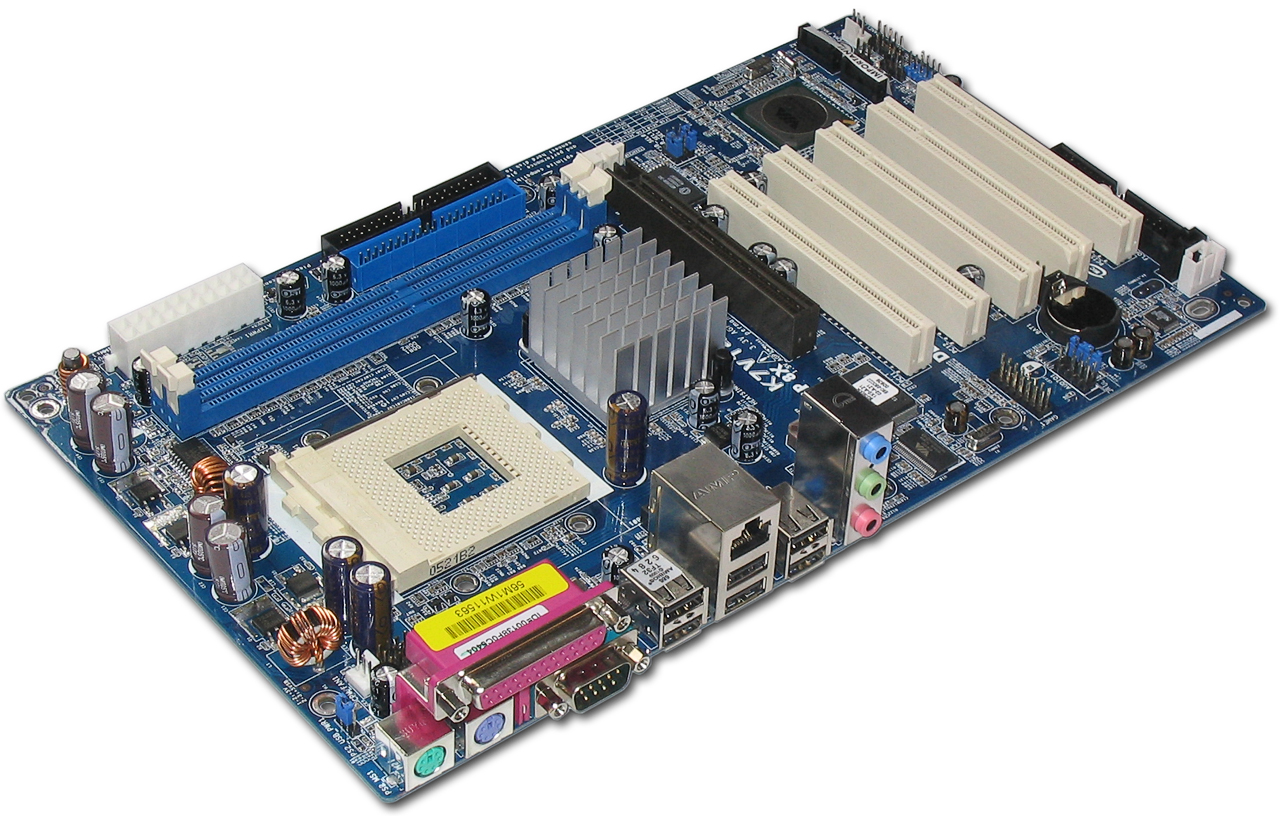
Une carte mère compatible PC x86 équipée de chipset
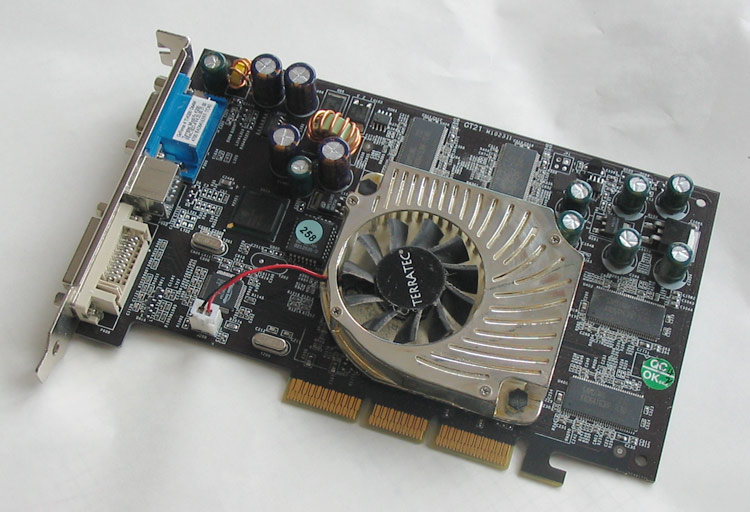
Carte graphique gérée par un ou plusieurs chipsets

## Principaux fabricants de chipsets compatibles PC dans le monde
- Intel
- AMD
- VIA Technologies (Cyrix)
- Silicon Integrated Systems
- nVIDIA